# Wapen van Kapellen

Wapen van Kapellen

Het wapen van Kapellen werd op 21 juni 1994 per ministerieel besluit aan de Antwerpse gemeente Kapellen toegekend. Het werd ontworpen door Pol Van Houtte. Een eerdere variant van het wapen werd op 29 juli 1963 verleend.

## Blazoeneringen
Vanwege de wijzigingen in het wapen heeft Kapellen twee blazoeneringen voor het wapen.

### Eerste wapen
De eerste blazoenering, volledig in het Frans, luidt als volgt:
Van azuur met drie akers van goud; het schild geplaatst vóór een H. Jacobus de Oudere in pelgrimsgewaad, de hoed versierd met een schelp, houdend een pelgrimsstaf in de rechterhand en een kapel in de linkerhand, alles van goud.
Het wapen is blauw van kleur met daarop drie gouden akers. Achter het schild, dus fungerend als een schildhouder, staat de heilige Jacobus. Jacobus houdt in zijn rechterhand een pelgrimsstaf en in zijn linkerhand een kapel. Op zijn hoofd staat een hoed met op de voorzijde een jakobsschelp, deze is echter niet als zodanig benoemd. Jacobus staat op een grasgrond en is geheel van goud.

### Tweede wapen
In 1993 werd het tweede wapen per ministerieel besluit aan de gemeente toegekend. De bijhorende beschrijving van dit wapen luidt als volgt:
In lazuur drie akers van goud. Het schild geplaatst voor een Sint-Jacob de Meerdere als pelgrim, houdend een kapel op de linkerhand, alles van goud.
Alleen de blazoenering is gewijzigd. De schelp op de hoed en de pelgrimsstaf zijn uit de tekst verwijderd. Het wapen zelf en ook de wijze waarop Jacobus weergegeven wordt, zijn niet gewijzigd.

## Geschiedenis
De plaats Kapellen behoorde tot 1801 tot Ekeren, waarvan het wapenschild met de akers is overgenomen. Achter het wapen staat Jacobus de Meerdere, de patroonheilige van Kapellen, in pelgrimsgewaad. De kleine kerk in zijn hand verwijst naar de voormalige Sint-Jacobskapel in Hoogenschoot.

## Verwant wapen

Wapen van Ekeren